# Cronus (ブランド)
Cronus（クロノス）は有限会社リドルソフトのアダルトゲームブランド。原画は全て葵羽鳥が手がけている。

## 概要
2000年に有限会社ブルーグラスのブランドとして設立。当初のホームページは独自ドメインだったが、その後葵羽鳥の個人サイトに移転。2004年、『Fruit Punch』を最後に葵羽鳥が退職して活動停止。その後、有限会社リドルソフトの姉妹ブランドに移行。『Brightia Plus』『Sweet Pleasure NS』と過去作のリメイク版を発売するが、Cronus名義での新作は2010年3月現在発表されていない。
また、2014年時点で、Riddle Soft全体の公式ホームページをはじめサーバーがリンク切れとなっていたが、同メーカースタッフによって新たに設立された「GENDAI」（旧・Potage）の方に引き継がれている。

## 作品一覧
- Sweet Pleasure
  - Sweet Pleasure NS（CG塗り直し、シナリオ追加、「Nursery Song」同梱）
- Angel's Lesson
- Brightia
  - Brightia Plus（キャラクター追加、CG塗り直し）
- どきどきPrincess
- Nursery Song
- Caliz
- 快感戦士バスティー
- 犬っ娘ぷにぷに 〜発情警報発令中〜
- Fruit Punch

## 主なスタッフ
原画
- 葵羽鳥 - 2007年、WINTERSの『アンバランス 〜彼女の心は奪えない?〜』で3年ぶりにゲームの原画を手がけた

シナリオ
- 富樫つか沙

音楽
- 如月まさと
- 八霧翔
- D!

## 備考
- リドルソフトやStudio e.go!と同様、Amazon.co.jp等取り扱いの無い販売店が一部ある。